# Гудјон Валур Сигурдсон
Гудјон Валур Сигурдсон (исл. Guðjón Valur Sigurðsson; Рејкјавик, 8. август 1979) бивши је исландски рукометаш и репрезентативац, тренутно тренер њемачког Гумерсбаха.

## Клупска каријера
Клупску каријеру Сигурдсон је започео у домаћем Акирејрију где је два пута биран за рукометаша године. Након тога 2001. године потписује за њемачки Есен. С Есеном је 2005. освојио Куп ЕХФ, а исте године прелази у Гумерсбах с којим је 2006. био најбољи стрелац Бундеслиге (264 гола). Такође, у Гумерсбаху га је тренирао тадашњи исландски селектор Алфред Гисласон. 2008. године Сигурдсон постаје члан Рајн–Некар Левена у којем је провео три године, након чега напушта Бундеслигу те потписује за дански Копенхаген. 2012. године се враћа у Бундеслигу и прелази у Кил, у којем је се задржао две сезоне, да би 2014. прешао у Барселону. За шпански тим је играо до 2016. године када је поново прешао у Рајн–Некар Левен. За Рајн–Некар Левен је играо до 2019. када је прешао у Париз Сен Жермен. Своју професионалну каријеру завршио је 2020. године у дресу Париз Сен Жермена.

## Репрезентативна каријера
Током Светског првенства 2007. у Њемачкој, Сигурдсон је био најбољи стрелац првенства са 66 голова. Играч је тада за репрезентацију у просеку играо 58.5 минута по сваком мечу (од могућих 60 минута). На Европском првенству 2012. у Србији, Сигурдсон је уврштен у најбољи тим првенства и то на позицији левог крила. Од већих репрезентативних успеха које је Сигурдсон остварио са Исландом су Олимпијско сребро 2008. године у Пекингу и бронза на Европском првенству 2010. у Аустрији. Своју репрезентативну каријеру завршио је 2020. године након Европског првенства.

## Награде и признања
- Најбоље лево крило на Олимпијским играма: 2008.
- Најбоље лево крило на Европском првенству: 2012, 2014.
- Најбољи стрелац Светског првенства 2007.
- Најбољи играч њемачког првенства: 2006.
- Најбољи стрелац њемачог првенства: 2006.
- Исландски спортиста године: 2006.
- Најбољи стрелац у историји исландске репрезентације: 1879 голова

## Клупски трофеји

### Акирејри
- Првенство Исланда: 2001.

### Есен
- Куп ЕХФ: 2005.

### Копенхаген
- Првенство Данске: 2012.
- Куп Данске: 2012.

### Кил
- Бундеслига: 2013, 2014.
- Куп Њемачке: 2013.
- Суперкуп Њемачке: 2013.

### Барселона
- ЕХФ Лига шампиона: 2015.
- АСОБАЛ лига: 2015, 2016.
- Куп Шпаније: 2015, 2016.

### Рајн–Некар Левен
- Бундеслига: 2017.
- Куп Њемачке: 2017.
- Суперкуп Њемачке: 2018.

### Париз Сен Жермен
- Првенство Француске: 2020